# Eulophus elegantulus
Eulophus elegantulus är en stekelart som beskrevs av Statz 1938. Eulophus elegantulus ingår i släktet Eulophus och familjen finglanssteklar.
Artens utbredningsområde är Tyskland. Inga underarter finns listade i Catalogue of Life.